# دانيل ما بومسونج
دانيل ما بومسونج (بالفرنسية: Daniel Maa Boumsong)‏ (20 مارس 1987 في الكاميرون - ) هو لاعب كرة قدم كاميروني في مركز الوسط. لعب مع إنتر ميلان ونادي بيستويسي ونادي تريفيزو وASD Sporting Terni ‏ وRovigo Calcio ‏ وUSD Noto Calcio ‏.